# Lisewo (Puck)
Pour les articles homonymes, voir Lisewo.
Lisewo est une localité polonaise de la gmina de Krokowa située dans le powiat de Puck en voïvodie de Poméranie.